# Ender Arslan
Ender Arslan, né le 13 janvier 1983 à Istanbul, en Turquie, est un joueur turc de basket-ball. Il évolue au poste de meneur.

## Palmarès
- Finaliste du championnat du monde 2010
- Champion de Turquie 2002, 2003, 2004, 2005, 2009 (Efes Pilsen)
- Vainqueur de la coupe de Turquie 2001, 2002, 2006, 2009 (Efes Pilsen).